# Willia austroleucophaea
Willia austroleucophaea är en bladmossart som beskrevs av Brotherus 1902. Willia austroleucophaea ingår i släktet Willia och familjen Pottiaceae. Inga underarter finns listade i Catalogue of Life.